# Rita Ray
Rita Ray, artiestennaam van Rita Herremans (Niel, 1 september 1947 - Bornem, 4 december 2018), was een Belgische zangeres.

## Biografie
Ze begon op zestienjarige leeftijd te zingen in een plaatselijk orkest en werd er opgemerkt door haar latere echtgenoot Alfred Van Braecken (Fred Brickx), orkestleider van showorkest The Tivoli club. Later werd het orkest omgevormd tot het showorkest van zanger en presentator Henk Van Montfoort.
Rita zong ook regelmatig in het Salamander-showorkest van Marcel Hellemans. Ze traden voornamelijk op in grote zalen en casino's in binnen- en buitenland. Rita was ook regelmatig actief in het Antwerps revuetheater "Oud België". Ze nam driemaal deel aan de Gouden sirene te Middelkerke. Elf nummers van haar kwamen uit op plaat. Toen Rita door de RTBF geselecteerd was als een van de kandidaten voor deelname aan het Eurovisiesongfestival werden er ook een aantal nummers in het Frans opgenomen. maar die verschenen nooit op plaat.
Rita en haar man namen afscheid van het publiek in 1995 tijdens een optreden in Duitsland. In 1998 vestigde het echtpaar zich in de Zuid-Spaanse provincie Almeria. Ze woonden er achttien jaar tot Fred eind 2016 plots overleed. Rita was toen al hulpbehoevend en werd door haar familie gerepatrieerd.
Rita Ray overleed in het Sint-Jozefziekenhuis te Bornem.